# IC 3704
IC 3704 је спирална галаксија у сазвјежђу Дјевица која се налази на листи објеката дубоког неба у Индекс каталогу.
Деклинација објекта је + 10° 46' 11" а ректасцензија 12h 43m 45,5s. Привидна величина (магнитуда) објекта IC 3704 износи 14,0 а фотографска магнитуда 14,8. IC 3704 је још познат и под ознакама UGC 7899, MCG 2-33-3, CGCG 71-17, VCC 1979, IRAS 12412+1102, PGC 42836.